# Lithobius karamani
Lithobius karamani är en mångfotingart som beskrevs av Karl Wilhelm Verhoeff 1937. Lithobius karamani ingår i släktet Lithobius och familjen stenkrypare.
Artens utbredningsområde är Makedonien. Inga underarter finns listade i Catalogue of Life.